# Besenyőd
Besenyőd is een plaats (község) en gemeente in het Hongaarse comitaat Szabolcs-Szatmár-Bereg. Besenyőd telt 693 inwoners (2001).